# مخيم حطين

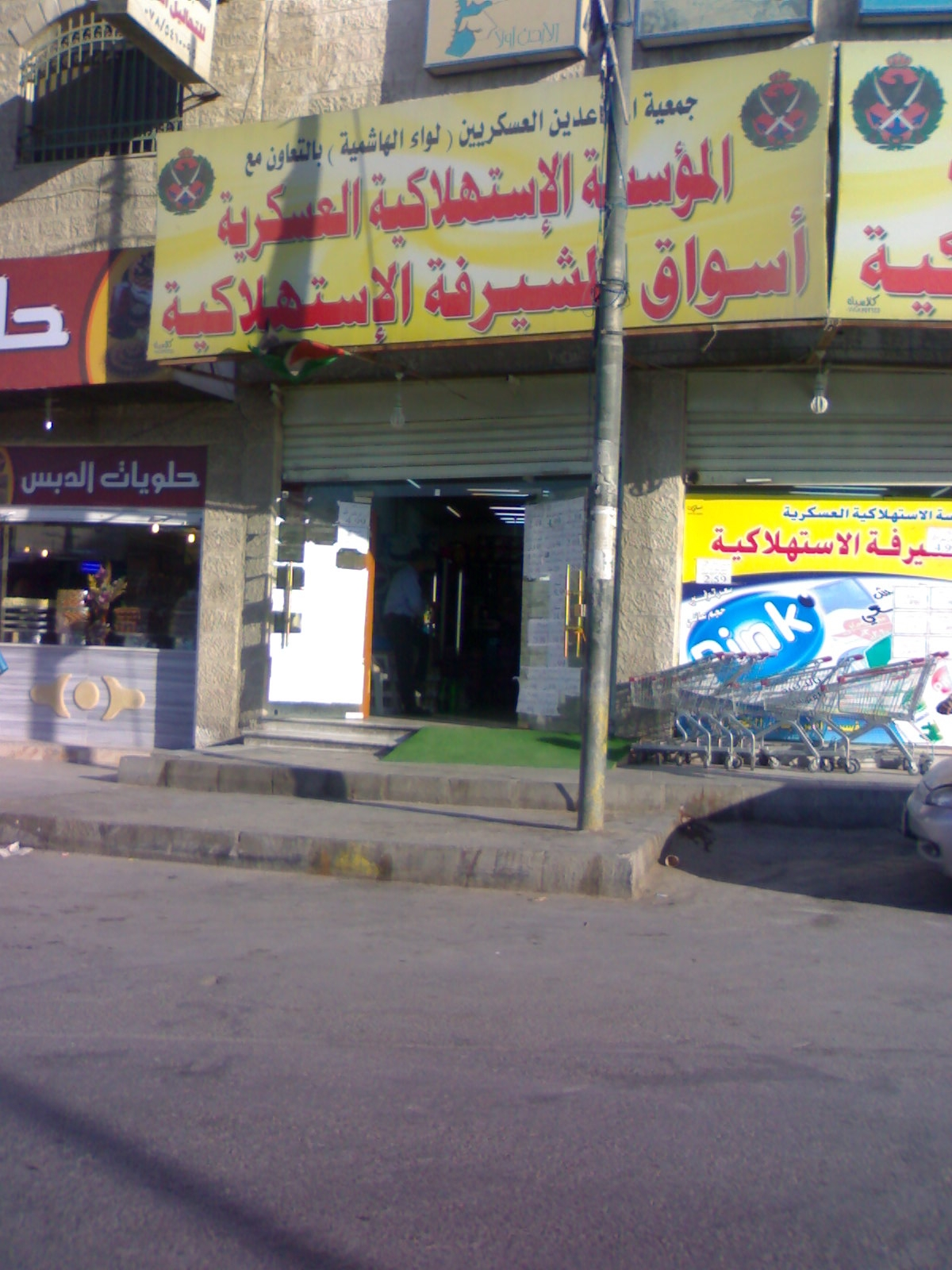
المشيرفة

مخيم حطين (بالإنجليزية: Marka refugee camp) يسمى المخيم بمخيم شلنر أو ماركا أو حطين وأكثر الأسماء تداولا في الأردن هو اسم مخيم شلنر. وهو أحد عشر مخيمات فلسطينية موجودة في الأردن.

## الموقع
يقع في الأردن جنوب غرب الزرقاء بجانب جبل الأمير فيصل في لواء الرصيفة الذي يتبع لمحافظة الزرقاء، على بعد حوالي 10 كم شمال عمّان. أُقيم مخيم شلنر عام 1968 م على مساحة مساحته حوالي 917 دونماً، بنسبة 16% من المساحة الكلية لمخيمات الأردن.
وقد انتقل إلى المخيم لاجئون آخرون تشردوا للمرة الثانية في حياتهم نتيجة للحرب العربية الإسرائيلية عام 1967.

## السكان

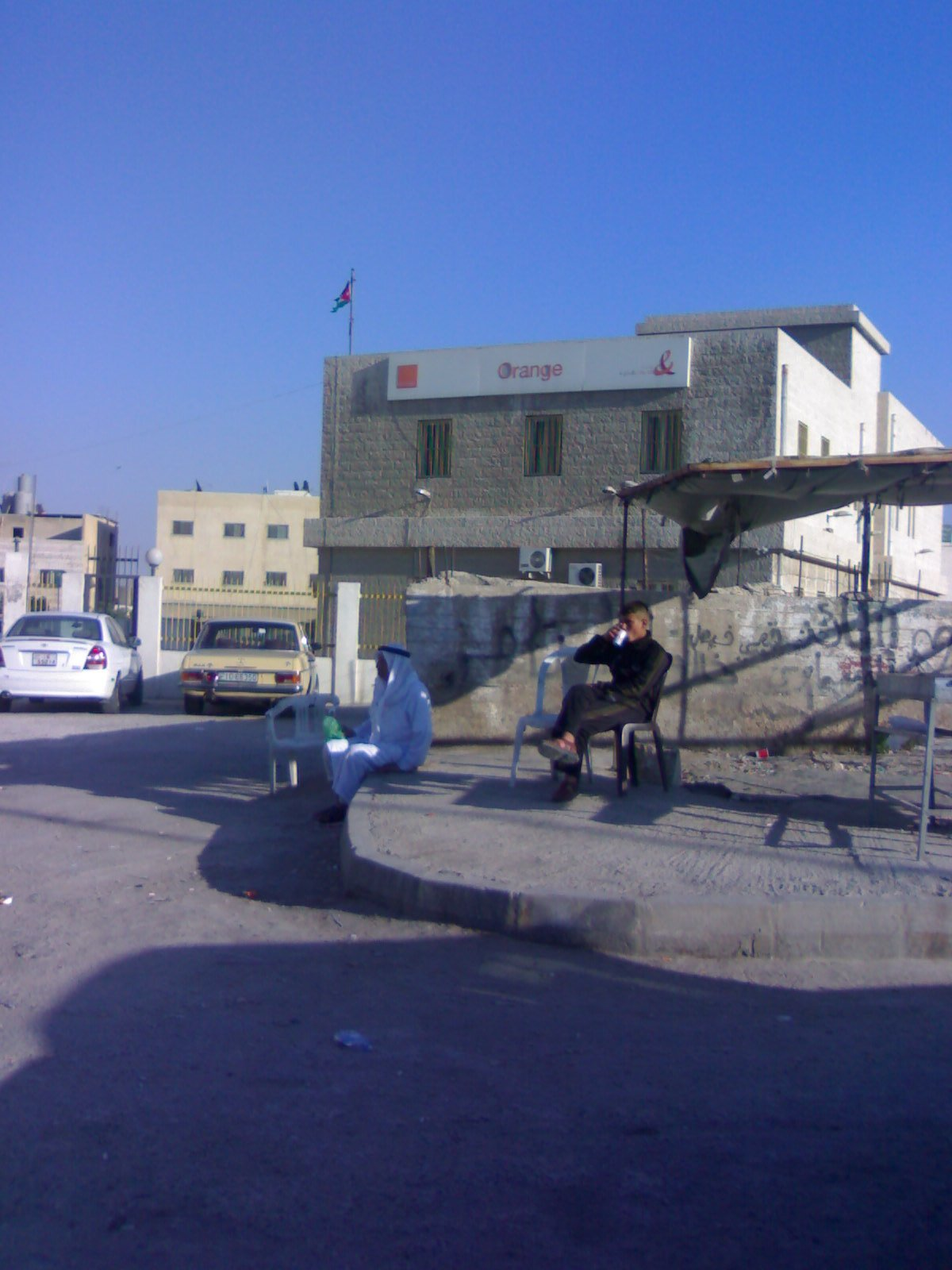
المشيرفة

بلغ عدد السكان، عند الإنشاء، 15 ألف نسمة. وحوالي 85.000 نسمة، حسب إحصاءات 2007, التقديرات الحالية بأن عدد سكان المخيم حوالي 45550 نسمة.
حسب الإحصائيات الأخيرة لعدد سكان مخيم حطين ونقلا عن موظفين بالأونروا في لجنة التحسين التابعة للمخيم قارب عدد سكان المخيم 125000 نسمة في إحصائيات 2008 ومع التطور العلمي في المخيم بلغ عدد الشباب المتعلم الجامعي ما يزيد عن 70% حيث هناك ثلة طيبة من أبناء المخيم حاصلة على الدرجات العلمية العالية داخل الأردن وخارجها حيث يعتبر هذا المخيم ثاني أكبر المخيمات الفلسطينية في الأردن.
تعود أصول سكان المخيم لمنطقة غزة (21%)، عجور (13%)، وبئر السبع (9%)، ويافا (8%)، وجنين (7،5%)، وحيفا (7%)، والدوايمة (6%)، وكفر نعمة (5،5%)، ودير الدبان (5%)، وأريحا (5%)، وبيت نتيف (2%)، وزكريا (2%)، والقبيبة (1،5%)، ودير نخاس (1%)، ويالو (1%)، وبيت كاحل (1%)، برير (2%)، وياصور (1%).

## البنية التحتية
أُنشئت طرق واسعة حديثة في السنوات الأخيرة وتشق هذه الطرق داخل المخيم ويعمل لاجئون كثيرون كباعة متجولين، بينما يعمل الآخرون في الوحدات الصناعية القريبة.
وتطور المخيم في كافة النواحي والمجالات من خلال شبابه الواعي والمثقف والمتعلم بالرغم من ضغط الحياة والصعوبات التي واجهها وذلك من خلال هجرة أخرى للخارج من أجل تحسن الأوضاع المادية
والعودة بخبرات جديدة وإفادة لأبناء المخيم
نشط المخيم في كافة المجالات الرياضية والثقافية والسياسية
من المواقع المميزة للمخيم ابتداء من جسر ماركا ثم مدرسة شنلر ثم أول المخيم (طريق المدارس والوكالة), ثم نصل إلى السوق ونواصل إلى باب الحديد ثم إلى جامع الحجر من ثم ننتقل إلى آخر المخيم ومن بعدها طه حسين. تطور المخيم تطورا ملحوظا ونظرا للكثافة السكانية العالية به نشأت مناطق امتدادا للمخيم منها جبل الأمير فيصل والمشيرفة وإسكان الأمير هاشم والتطوير ومنطقة البيبسي.

## معرض الصور

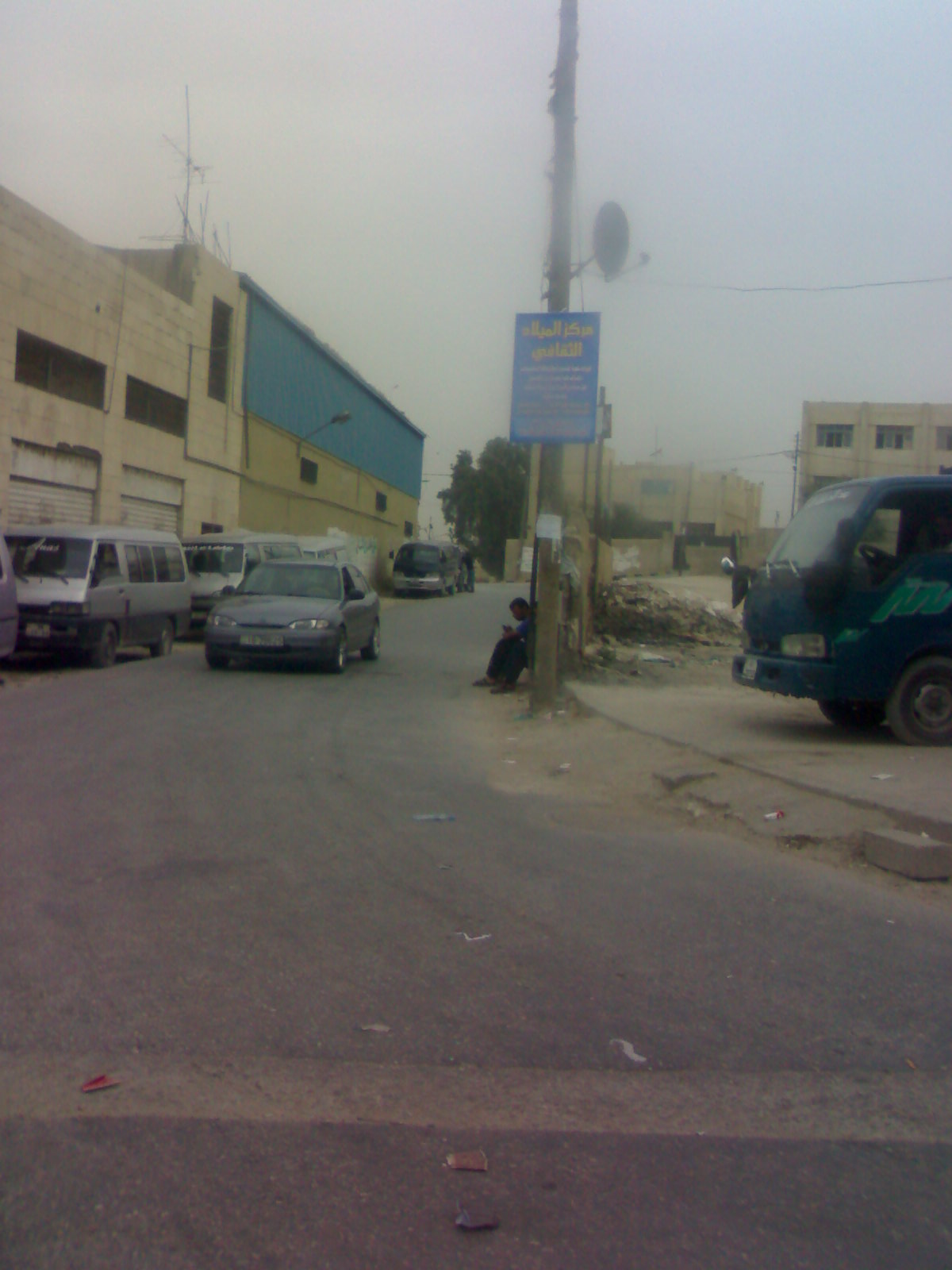
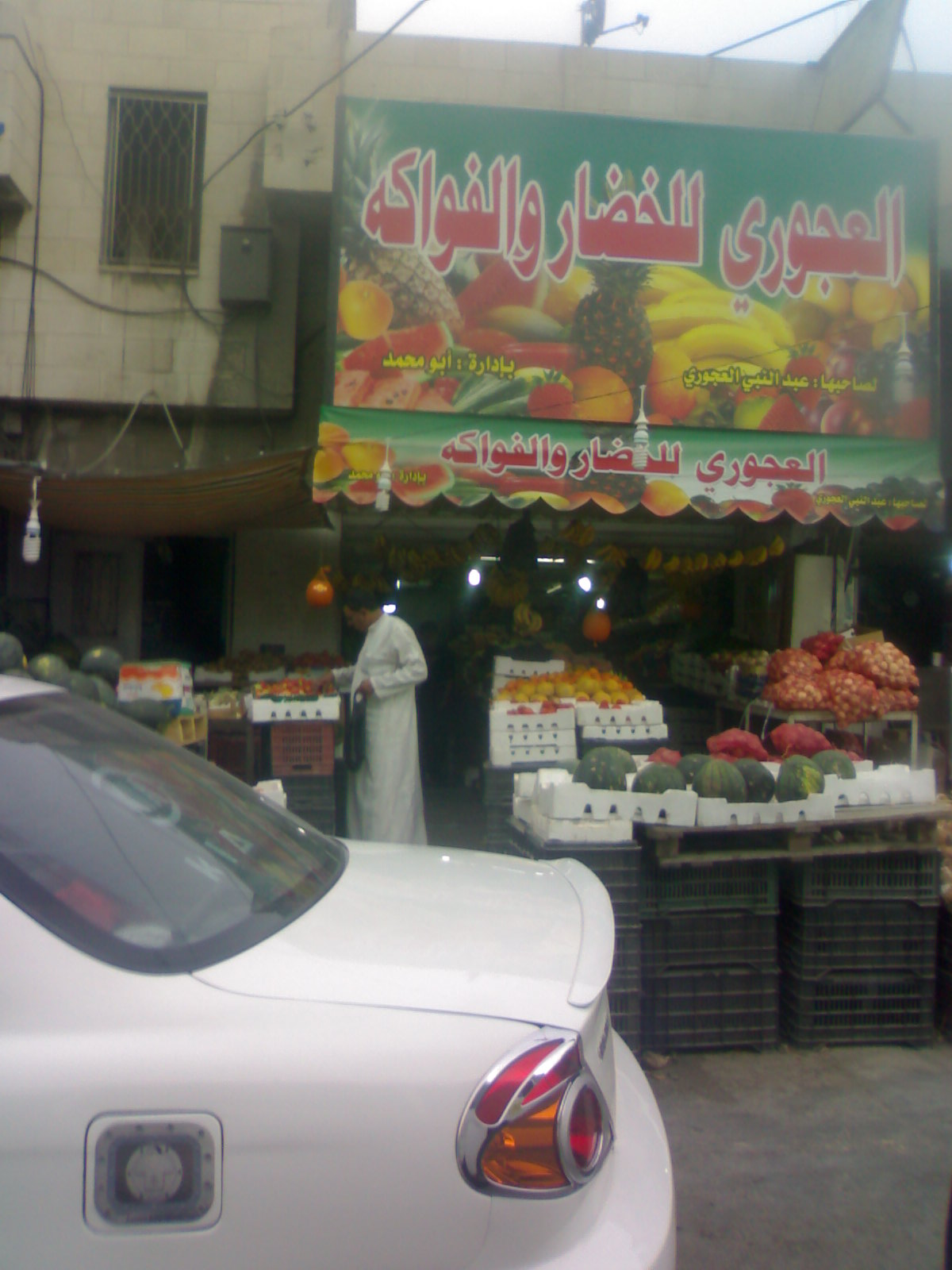
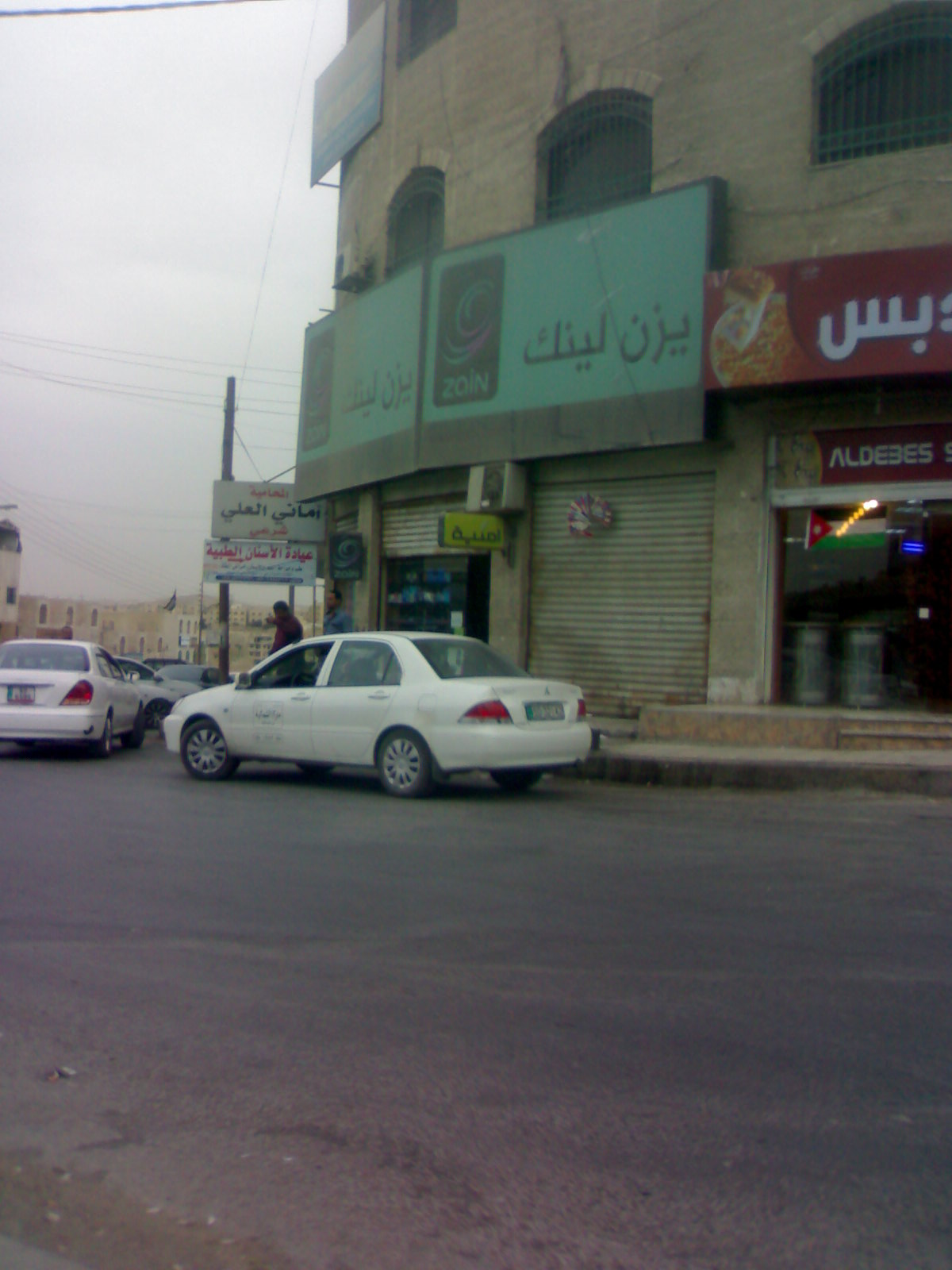
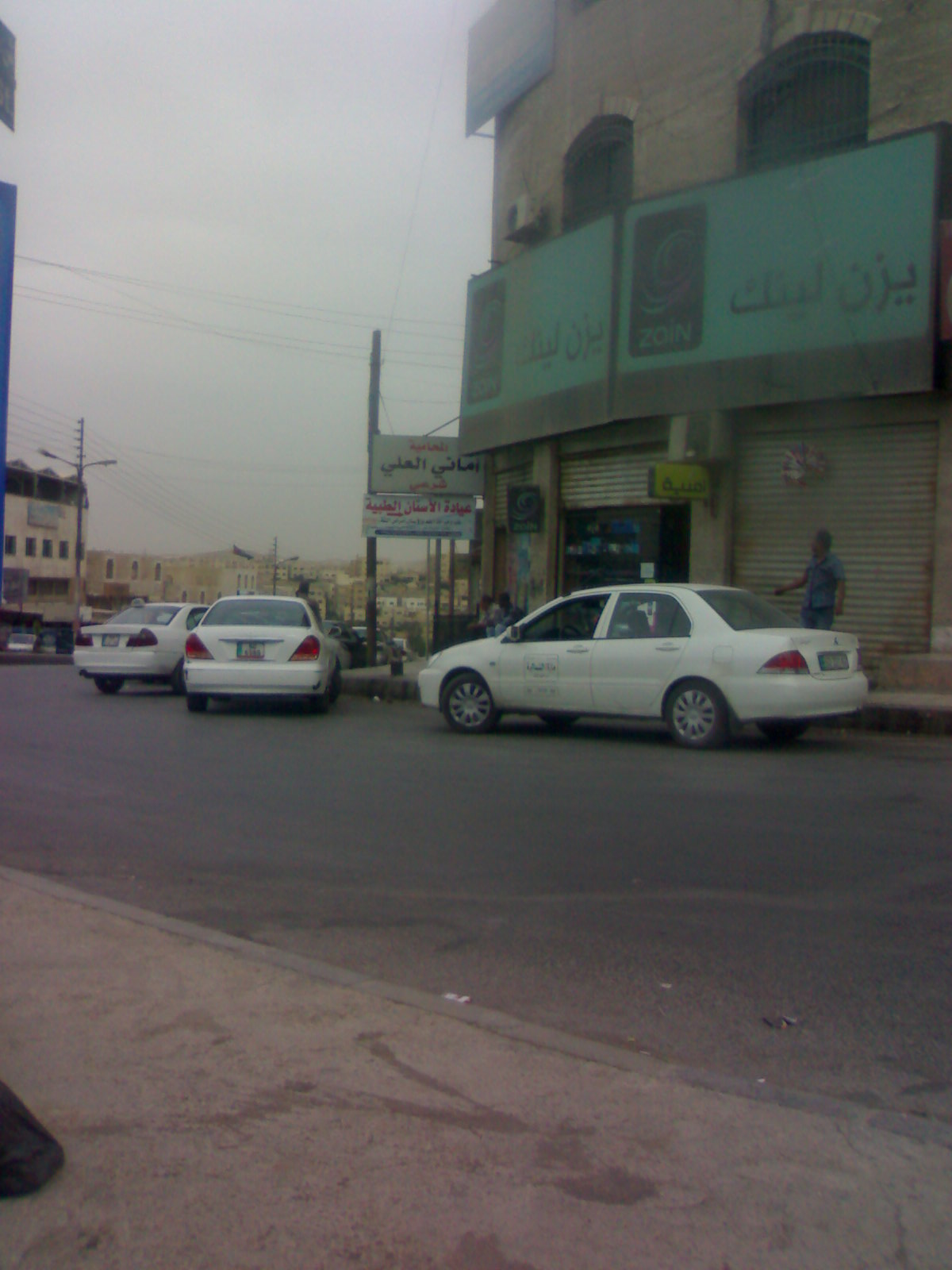
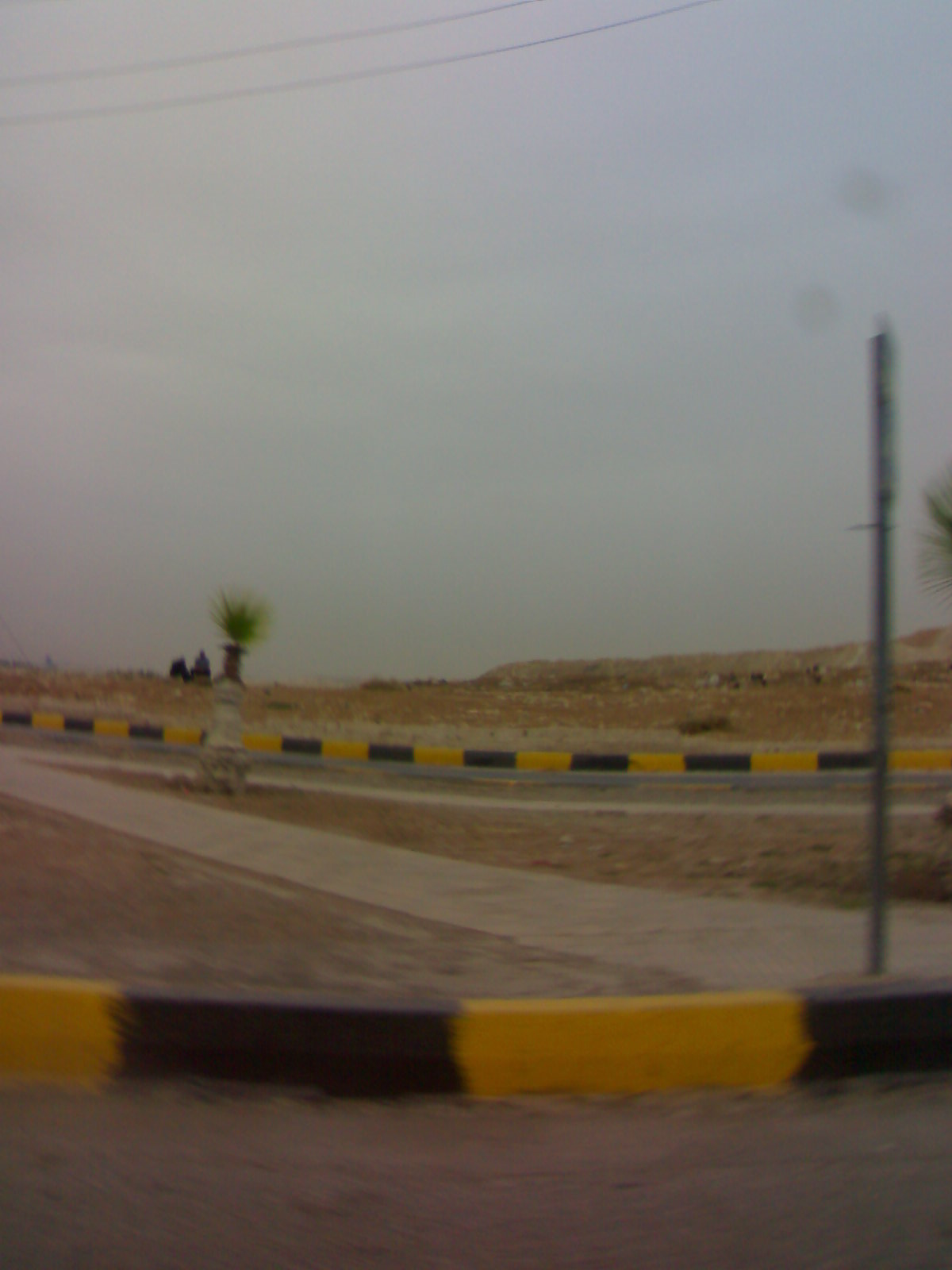
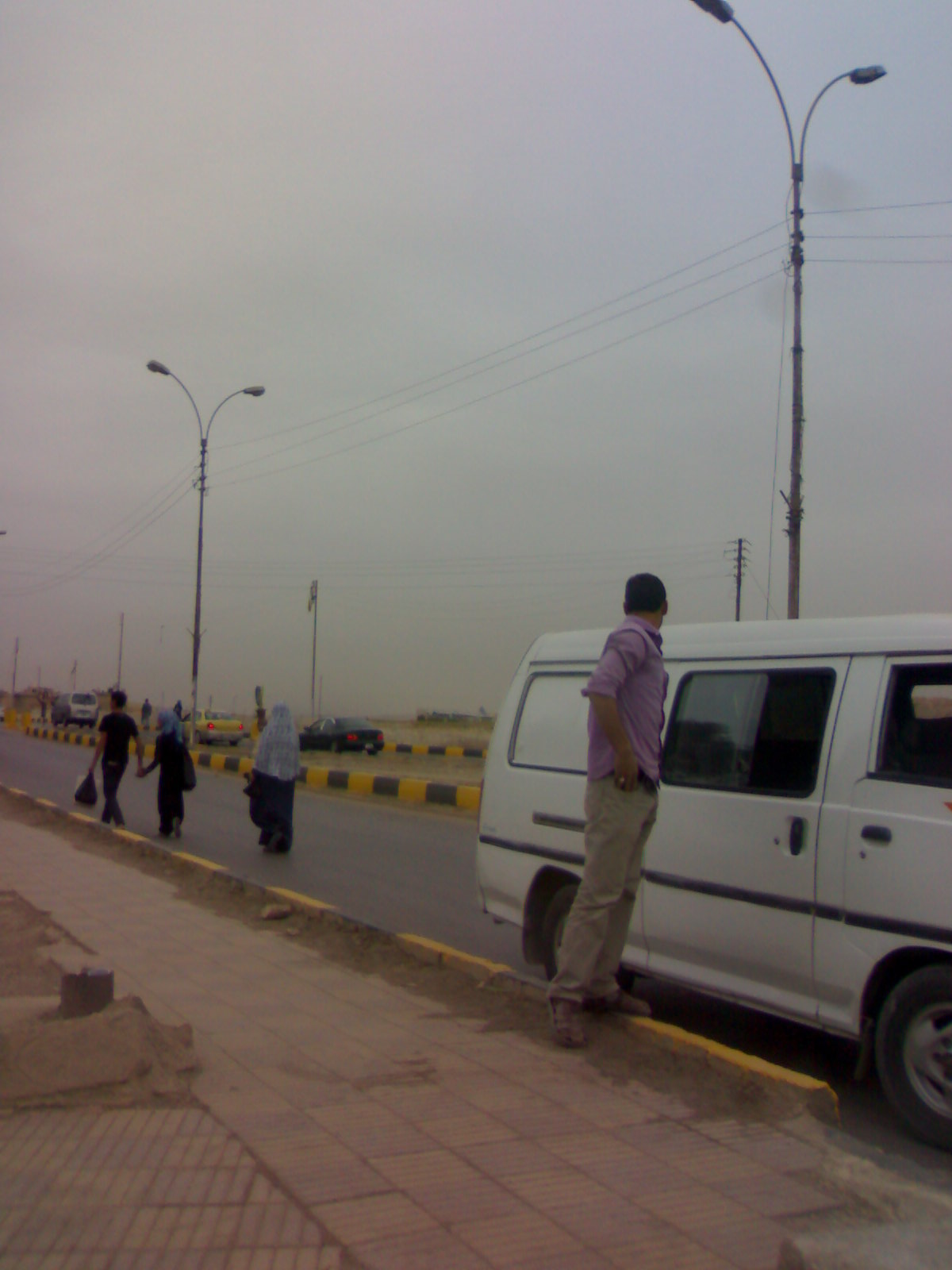
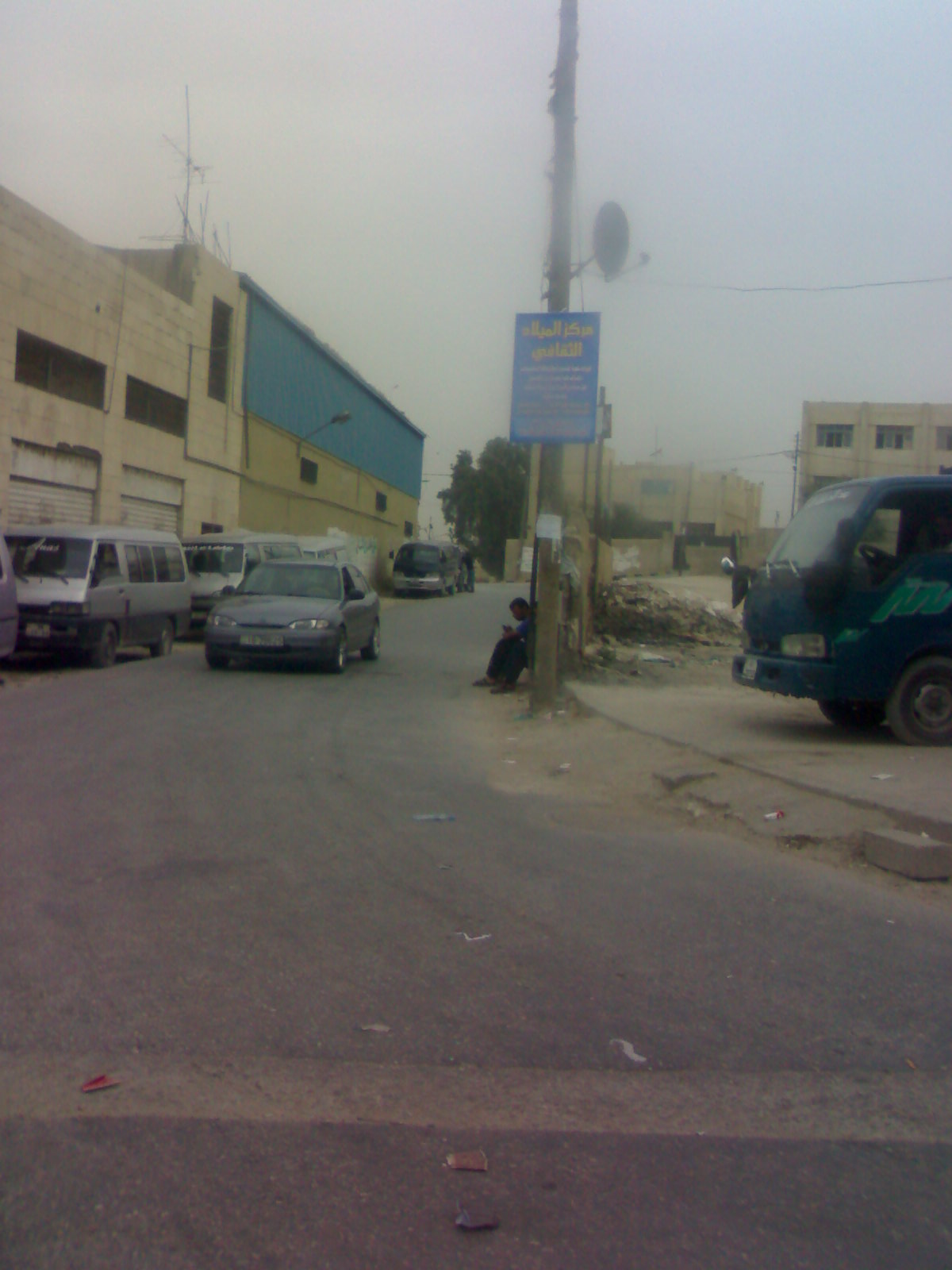

## أنظر أيضًا
- اللاجئون في الأردن
- أردنيون من أصول فلسطينية